# 杜布羅維齊亞 (卡明-卡希爾西基區)
51°39′57″N 24°46′25″E / 51.66583°N 24.77361°E
杜布羅維齊亞（烏克蘭語：Дубровиця），是烏克蘭西北部的村莊，隸屬沃倫州的卡明-卡希爾斯基區。該村始建於1924年，面積1.72平方公里，海拔高度156米，2001年人口359，人口密度每平方公里208.96人。